# 물리량

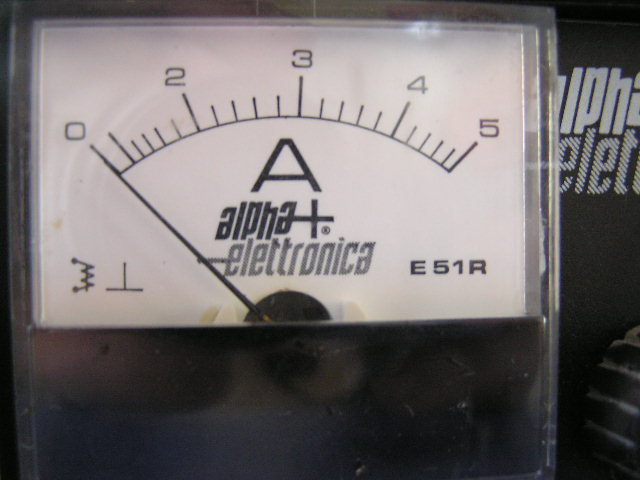
앙페르계 (전류계)

물리량(物理量) 또는 간단히 양은 측정에 의해 정량화될 수 있는 물질 또는 시스템의 속성이다. 물리량은 수치값과 측정 단위의 대수적 곱인 값으로 표현될 수 있다. 예를 들어, 물리량 질량, 기호 m은 m=n kg으로 정량화될 수 있으며, 여기서 n은 수치값이고 kg은 단위 기호(킬로그램)이다. 벡터인 양은 수치값과 단위 외에 공간에서의 방향이나 방위를 가진다.

## 구성 요소
ISO 80000-1에 따르면, 물리량의 모든 값 또는 크기는 해당 양의 단위와 비교하여 표현된다. 물리량 Z의 값은 수치값 {Z} (순수 숫자)와 단위 [Z]의 곱으로 표현된다.
{\displaystyle Z=\{Z\}\times [Z]}
예를 들어, {\displaystyle Z}가 "2 미터"라고 하면, {\displaystyle \{Z\}=2}는 수치값이고 {\displaystyle [Z]=\mathrm {metre} }는 단위이다.
반대로, 임의의 단위로 표현된 수치값은 다음과 같이 얻을 수 있다.
{\displaystyle \{Z\}=Z/[Z]}
곱셈 기호는 일반적으로 공식의 과학적 표기법에서 변수 사이에서 생략되는 것처럼 생략된다. 양을 표현하는 데 사용되는 규칙은 양 계산이라고 한다. 공식에서 단위 [Z]는 일종의 물리적 차원의 특정 크기인 것처럼 취급될 수 있다. 이러한 취급에 대한 자세한 내용은 차원 해석을 참조하라.

## 기호 및 명칭
양의 기호 사용에 대한 국제 권고 사항은 ISO/IEC 80000, IUPAP 레드북 및 IUPAC 그린북에 명시되어 있다. 예를 들어, 물리량 "질량"에 대한 권장 기호는 m이고, "전하"에 대한 권장 기호는 Q이다.

### 활자체
물리량은 일반적으로 이탤릭체로 조판된다.
문자로 표시된 순수 수량도 때때로 이탤릭체로 인쇄되지만, 일반적으로 로마체(정립체)로 인쇄된다. 초등 함수(원형 삼각 함수, 쌍곡선 함수, 로그 함수 등), Δy의 Δ와 같은 양의 변화 또는 dx의 d와 같은 연산자의 기호도 로마체로 인쇄하는 것이 권장된다.
예시:
- 1 또는 √2과 같은 실수,
- e, 자연로그의 밑,
- i, 허수 단위,
- π, 원의 둘레와 지름의 비율, 3.14159265...
- δx, Δy, dz, x, y, z 양의 차이(유한 또는 기타)를 나타냄
- sin α, sinh γ, log x

## 지지체

### 스칼라
스칼라는 크기는 있지만 방향은 없는 물리량이다. 물리량의 기호는 일반적으로 라틴 또는 그리스 문자의 한 글자로 선택되며, 이탤릭체로 인쇄된다.

### 벡터
벡터는 크기와 방향을 모두 가지며, 그 연산이 벡터 공간의 공리를 따르는 물리량이다. 벡터인 물리량의 기호는 굵은 글씨체로 표시하거나 밑줄을 긋거나 위에 화살표를 표시한다. 예를 들어, u가 입자의 속력이라면, 그 속도를 나타내는 간단한 표기법은 u, u, 또는 {\displaystyle {\vec {u}}}이다.

### 텐서
스칼라와 벡터량은 가장 단순한 텐서량으로, 더 일반적인 물리적 특성을 설명하는 데 사용될 수 있는 텐서이다. 예를 들어, 코시 응력 텐서는 크기, 방향 및 방위 특성을 가진다.

## 차원, 단위, 종류

### 차원
물리량의 차원 개념은 조제프 푸리에가 1822년에 도입했다. 관례적으로 물리량은 기본량으로 구성된 차원 시스템으로 조직되며, 각 기본량은 고유한 차원을 갖는 것으로 간주된다.

### 단위
종종 단위 선택의 여지가 있지만, SI 단위는 사용의 용이성, 국제적 친숙성 및 규정 때문에 과학적 맥락에서 주로 사용된다. 예를 들어, 질량의 양은 기호 m으로 나타낼 수 있으며, 킬로그램 (kg), 파운드 (lb), 또는 달톤 (Da) 단위로 표현될 수 있다.

### 종류
차원 균일성은 양이 비교 가능하기에 반드시 충분하지 않다.
예를 들어, 운동 점성 계수와 열확산도는 모두 시간당 제곱 길이의 차원을 갖는다(m2/s 단위).
같은 종류의 양은 차원과 단위를 넘어 추가적인 공통점을 공유하여 비교가 가능하다.
예를 들어, 모든 무차원량이 같은 종류인 것은 아니다.

## 기본량 및 유도량

### 기본량
량의 시스템은 물리량을 연관시키며, 이러한 의존성으로 인해 제한된 수의 량이 시스템의 나머지 모든 량의 차원을 정의하는 기준 역할을 할 수 있다. 상호 독립적인 량의 집합은 관례에 따라 그러한 집합으로 선택될 수 있으며, 이를 기본량이라고 한다. 국제량체계(ISQ)의 7가지 기본량과 해당 SI 단위 및 차원은 다음 표에 나열되어 있다.(p. 136) 다른 관례는 다른 수의 기본 단위를 가질 수 있다(예: CGS 및 MKS 단위계).
| 량          | 량          | SI 단위  | SI 단위 | 차원 기호 |
| 이름        | (일반) 기호 | 이름     | 기호    | 차원 기호 |
| ----------- | ----------- | -------- | ------- | --------- |
| 길이        | l, x, r     | 미터     | m       | L         |
| 시간        | t           | 초       | s       | T         |
| 질량        | m           | 킬로그램 | kg      | M         |
| 열역학 온도 | T           | 켈빈     | K       | Θ         |
| 물질량      | n           | 몰       | mol     | N         |
| 전류        | i, I        | 암페어   | A       | I         |
| 광도        | Iv          | 칸델라   | cd      | J         |

각량, 평면각 및 입체각은 SI에서 유도된 무차원량으로 정의된다. 일부 관계에서는 라디안 및 스테라디안 단위를 명시적으로 작성하여 해당 량이 평면 또는 입체각을 포함한다는 사실을 강조할 수 있다.(p. 137)

### 일반 유도량
유도량은 다른 물리량(기본량)에 정의가 기반을 둔 양이다.

#### 공간
공간과 시간에 대한 중요하게 적용되는 기본 단위는 다음과 같다. 넓이와 부피는 물론 길이에서 유도되지만, 밀도와 같이 많은 유도량에서 자주 발생하므로 완전성을 위해 포함되었다.
| 양                                                             | 양 | SI 단위 | 차원 |
| 설명                                                           | 기호                                                                                                  | SI 단위 | 차원 |
| -------------------------------------------------------------- | --- | ------- | ---- |
| (공간) 위치 벡터                                               | r, R, a, d                                                                                            | m       | L    |
| 각위치, 회전각 (벡터 또는 스칼라로 취급 가능)                  | θ, θ                                                                                                  | rad     | None |
| 넓이, 단면적                                                   | A, S, Ω                                                                                               | m2      | L2   |
| 벡터 넓이 (표면 넓이의 크기, 표면의 접선 평면에 수직으로 향함) | {\displaystyle \mathbf {A} \equiv A\mathbf {\hat {n}} ,\quad \mathbf {S} \equiv S\mathbf {\hat {n}} } | m2      | L2   |
| 부피                                                           | τ, V                                                                                                  | m3      | L3   |

#### 밀도, 흐름, 기울기, 모멘트
밀도, 선속, 흐름, 전류와 같은 중요하고 편리한 유도량은 많은 양과 관련이 있다. 때로는 전류 밀도와 선속 밀도, 속도, 주파수 및 전류와 같은 다른 용어가 동일한 맥락에서 상호 교환적으로 사용되기도 하고, 때로는 고유하게 사용되기도 한다.
이러한 유효한 템플릿-유도량을 명확히 하기 위해 q를 특정 맥락(반드시 기본량일 필요는 없음) 내의 임의의 양으로 사용하고, 아래 표에 가장 일반적으로 사용되는 기호, 정의, 용법, SI 단위 및 SI 차원을 제시한다. 여기서 [q]는 q의 차원을 나타낸다.
양의 시간 미분, 비량, 몰량 및 선속 밀도에 대해서는 단일 기호가 없다. 명명법은 주제에 따라 다르지만, 시간 미분은 일반적으로 오버도트 표기법을 사용하여 쓸 수 있다. 일반성을 위해 각각 qm, qn 및 F를 사용한다. 스칼라장의 기울기에는 반드시 기호가 필요한 것은 아니다. 나블라/델 연산자 ∇ 또는 grad만 쓰면 되기 때문이다. 공간 밀도, 전류, 전류 밀도 및 선속의 경우, 표기법은 한 맥락에서 다른 맥락으로 공통적이며, 아래첨자만 다르다.
전류 밀도의 경우, {\displaystyle \mathbf {\hat {t}} }는 흐름 방향의 단위 벡터, 즉 흐름선에 접선이다. 단위 법선과의 스칼라곱을 주목하라. 전류가 영역에 수직이 아닐 때 표면을 통과하는 전류량이 줄어들기 때문이다. 표면에 수직으로 통과하는 전류만이 표면을 통과하는 전류에 기여하며, 표면의 (접선) 평면에서는 전류가 통과하지 않는다.
아래의 미적분학 표기법은 동의어로 사용될 수 있다.
X가 n-변수 함수 {\displaystyle X\equiv X\left(x_{1},x_{2}\cdots x_{n}\right)}이면,
미분 n차원 공간 부피 요소의 미분은 {\displaystyle \mathrm {d} ^{n}x\equiv \mathrm {d} V_{n}\equiv \mathrm {d} x_{1}\mathrm {d} x_{2}\cdots \mathrm {d} x_{n}}이다.
적분: n차원 공간 부피에 대한 X의 중적분은 {\displaystyle \int X\mathrm {d} ^{n}x\equiv \int X\mathrm {d} V_{n}\equiv \int \cdots \int \int X\mathrm {d} x_{1}\mathrm {d} x_{2}\cdots \mathrm {d} x_{n}}이다.
| 양                                                  | 일반적인 기호 | 정의 | 의미, 용법                                                                                      | 차원                  |
| --------------------------------------------------- | --- | --- | ----------------------------------------------------------------------------------------------- | --------------------- |
| 양                                                  | q | q | 속성의 양                                                                                       | [q]                   |
| 양의 변화율, 시간 미분                              | {\displaystyle {\dot {q}}} | {\displaystyle {\dot {q}}\equiv {\frac {\mathrm {d} q}{\mathrm {d} t}}} | 시간에 대한 속성의 변화율                                                                       | [q]T−1                |
| 양의 공간 밀도                                      | ρ = 부피 밀도 (n = 3), σ = 표면 밀도 (n = 2), λ = 선형 밀도 (n = 1) n차원 공간 밀도에 대한 공통 기호는 없으며, 여기서는 ρn이 사용된다. | {\displaystyle q=\int \rho _{n}\mathrm {d} V_{n}} | 단위 n차원 공간당 속성의 양 (길이, 넓이, 부피 또는 고차원)                                      | [q]L−n                |
| 비량                                                | qm | {\displaystyle q_{m}={\frac {\mathrm {d} q}{\mathrm {d} m}}} | 단위 질량당 속성의 양                                                                           | [q]M−1                |
| 몰량                                                | qn | {\displaystyle q_{n}={\frac {\mathrm {d} q}{\mathrm {d} n}}} | 단위 물질량당 속성의 양                                                                         | [q]N−1                |
| 양의 기울기 (스칼라장의 경우).                      | | {\displaystyle \nabla q} | 위치에 대한 속성의 변화율                                                                       | [q]L−1                |
| 스펙트럼 양 (EM 파동의 경우)                        | qv, qν, qλ | 주파수와 파장에 대해 두 가지 정의가 사용된다: {\displaystyle q=\int q_{\lambda }\mathrm {d} \lambda } {\displaystyle q=\int q_{\nu }\mathrm {d} \nu }                                                 | 단위 파장 또는 주파수당 속성의 양.                                                              | [q]L−1 (qλ) [q]T (qν) |
| 선속, 흐름 (동의어)                                 | ΦF, F | 두 가지 정의가 사용된다: 수송 역학, 핵물리학/입자물리학: {\displaystyle q=\iiint F\mathrm {d} A\mathrm {d} t} 벡터장: {\displaystyle \Phi _{F}=\iint _{S}\mathbf {F} \cdot \mathrm {d} \mathbf {A} }  | 단면적/표면 경계를 통한 속성의 흐름.                                                            | [q]T−1L−2, [F]L2      |
| 선속 밀도                                           | F | {\displaystyle \mathbf {F} \cdot \mathbf {\hat {n}} ={\frac {\mathrm {d} \Phi _{F}}{\mathrm {d} A}}}                                                                                                  | 단위 단면적/표면 넓이당 단면적/표면 경계를 통한 속성의 흐름                                     | [F]                   |
| 전류                                                | i, I | {\displaystyle I={\frac {\mathrm {d} q}{\mathrm {d} t}}} | 단면적/표면 경계를 통한 속성의 흐름율                                                           | [q]T−1                |
| 전류 밀도 (때때로 수송 역학에서 선속 밀도라고 불림) | j, J | {\displaystyle I=\iint \mathbf {J} \cdot \mathrm {d} \mathbf {S} } | 단위 단면적/표면 넓이당 속성의 흐름율                                                           | [q]T−1L−2             |
| 양의 모멘트                                         | m, M | k-벡터 q: {\displaystyle \mathbf {m} =\mathbf {r} \wedge q} - 스칼라 q: {\displaystyle \mathbf {m} =\mathbf {r} q} - 3D 벡터 q, 동등하게 {\displaystyle \mathbf {m} =\mathbf {r} \times \mathbf {q} } | 위치 r의 양은 한 점 또는 축에 대한 모멘트를 가지며, 종종 회전 경향 또는 위치 에너지와 관련된다. | [q]L                  |

## 같이 보기
- SI